# Мегді Раджабян
Мегді Раджабян (перс. مهدی رجبیان ; Народився у жовтні 1989 р.) — іранський композитор, музикант. Він був ув'язнений за незаконну музичну діяльність у 2015 році. У 2019 році він випустив альбом « Близький Схід» у співпраці з низкою інших виконавців з Близького Сходу.

## Особисте життя
Він вивчив ієрархію іранської музики протягом кількох років, починаючи навчання у майстрів традиційної музики, і записав та зіграв кілька альбомів, напр. " Дослідницький альбом історії Ірану, оповіданий Сетаром " як ситаріст, композитор та продюсер. Він також працював звукозаписувачем та режисером звукозапису у кількох музичних альбомах. Раджабян також був студентом у зв'язку зі своєю професійною музичною діяльністю; після того, як він був заарештований у 2013 році, він припинив продовжувати навчання у цій галузі.

## Діяльність та арешт
Мегді Раджабян офіційно брав участь і стежив за якістю публікації та музичною композицією. Він був заарештований силами безпеки Ірану 5 жовтня 2013 р. У своєму кабінеті і переведений у відділення 2А в'язниці Евін і кожен з них був засуджений на більш ніж два місяці в одиночній камері тоді як цей арешт припинив свій особистий проект. Коли Мегді Раджабяна заарештували, він записував «Дослідницький альбом історії Ірану, оповіданий Сетаром», його особисту студію, усі записи, жорсткі диски записаної музики були конфісковані, а проект замовк.

## Тюремне ув'язнення та голодування
Мегді Раджабян був ув'язнений у палаті 7 в'язниці Евін у Тегерані, але після суперечки з судом з посадовою особою в'язниці був відправлений до палати 8 для покарання. Після 10 місяців ув'язнення він оголосив голодування на знак протесту проти несправедливого суду, відсутності медичних закладів у в'язниці та переведення його у палату 8, ізолюючи від брата. Після 14 днів страйку він скасував страйк через втручання офіційного представника прокурора, посланого до в'язниці як посередника. Однак він опублікував відкритий лист, звернений до судових органів Ірану, міг залучити підтримку артистів світу шляхом 30-денного голодування та переконати судову владу надати йому медичну відпустку для лікування хвороб, що виникли через Голодовка. Після цього він також міг повернутися до палати 7.

## Повторний арешт
Мегді Раджабян був знову заарештований 11 серпня 2020 року за публікацію свого останнього альбому « Близький Схід» . Пізніше Fox News повідомила, що його тимчасово відпустили під заставу до суду. Як повідомляє Reuters, Раджабян «був заарештований після повідомлень ЗМІ про те, що його останній проект включатиме спів жінок та публікацію відео, де жінка танцює під його музику». Аль -Джазіра також повідомила, що він буде перебувати під домашнім арештом до дати суду. Висвітлення у ЗМІ у всьому світі Fox News, Reuters, Newsweek, BBC News, ABC, Financial Times, The National, la Repubblica, Al Arabiya, Corriere тощо змусило режим схвалити звільнення Раджабяна під заставу до дати суду. У своїй попередній справі ще в 2015 році, провівши два роки у в'язниці, Раджабян оголосив 40 -денне голодування, яке змусило владу тимчасово звільнити його. У вищезгаданій справі він також мав три роки умовного покарання, які тепер можуть бути виконані в будь -який момент. Після того, як він був звільнений, Мегді Раджабян продовжив виробництво Близького Сходу. Музика, Живопис, Танці, Фотографія та Писання книг були елементами близькосхідного проекту. У цьому проекті брали участь музиканти з усього Близького Сходу. Через його арешт цей проект також залишився незавершеним, як і останні. Щодо музичної частини проекту, альбом був випущений компанією Sony Music у 2019 році.

## Реакції проти арешту
Арешт Мегді Раджабяна спричинив багато реакцій, тому що з цього приводу можна відзначити лекцію Саїда Бумедухи, голови Близькосхідної та Північної Африки Міжнародної організації Amnesty. Після протестів Amnesty International через усі свої філії по всьому світу розпочала кампанію і придбала для звільнення цього виконавця, а потім більше двадцяти тисяч художників з усього світу приєдналися до цієї кампанії. Однак до цього міжнародна « Вільна Муза», як найважливіша установа для відстеження статусу музичних виконавців у всьому світі, розпочала кампанію і попросила всіх артистів у світі супроводжувати Мегді Раджабяна та протестувати проти ув'язнення цього виконавця. У цій кампанії Міжнародний ПЕН -клуб, Міжнародна кампанія з прав людини в Ірані, Рада Європи художників, авторів пісень та композиторів Рада Європи та двадцять інших асоціацій приєдналися до Free Muse. Звісно, перед цим щорічний звіт Ахмеда Шахіда, представника ООН з прав людини в Ірані та листи понад чотирьохсот музикантів та представників ЗМІ були передані міністру культури та ісламського керівництва Алі Джаннаті. Новина про ув'язнення Мегді Раджабяна, іранського художника, мала глобальне велике відображення у всьому світі, і її висвітлювали багато інформаційних агентств, включаючи Washington Post, Guardian, Independent, Al-Arabiya, BBC, Le Figaro, CNN, Al Jazeera тощо. Понад 20 000 художників з чотирьох куточків світу приєдналися до кампанії, серед них головний актор-музикант Джаред Лето, оскароносний актор та Ай Вейвей, сучасний китайський художник і діяч Реза Дегаті, іранська Фотограф, іранський музикант Кейхан Калхор Ірансько-британська актриса Назанін Боняді Ірансько-американська артистка Ширін Нешат Іранська активістка та адвокат Насрін Сутоде Кордиш-іранський режисер Бахман Гобаді , Ширін Ебаді Нобель світ лауреат і Панахі іранського директор По Прийміть відео і хто випустив цю новину на їх Twitter і Instagram і Facebook сторінок.
Офіційні реакції
Після ув'язнення Мегді Раджабяна вищі чиновники світу почали офіційно реагувати на цей вирок. Наприклад, Пан Гі Мун, генеральний секретар Організації Об'єднаних Націй, видав спеціальну декларацію про права людини у світі. На дев'ятій сторінці щорічної декларації він посилається на умови перебування Мегді Раджабяна в іранських в'язницях і просить іранську владу беззастережно звільнити цього музиканта. На своїй щорічній зустрічі Організація Об'єднаних Націй записала ім'я Мегді Раджабян у своєму щорічному звіті — художників, які були ув'язнені та під забороною за своє мистецтво. Можна згадати про протестну промову, виголошену канадським сенатором -лібералом від Канади Вільфредом Муром у сенаті проти іранської влади та на підтримку Мегді Раджабяна. Після цього Філіп Лютер, голова Amnesty International, опублікував офіційне відео, де розповідається про Мегді Раджабяна, і попросив усіх артистів світу розпочати всесвітню кампанію на його підтримку. Організувавши міжнародну петицію Amnesty International, американського актора Джонні Деппа та Пітера Габріеля, відомий музикант ініціював кампанію з девізом " Мистецтво-не злочин " на знак протесту проти цензури та підтримки Раджабяна та всіх інших ув'язнених художники. Після ув'язнення Мегді Раджабяна, Осе Клевеланд, норвежка, художник і політичний лідер, заявила про свою підтримку і попросила беззастережно звільнити його та всіх художників, ув'язнених по всьому світу.
З іншого боку, петицію підписали більше 12 000 осіб різних правозахисників та художників, що звертаються до іранської влади для перегляду судової справи Мегді Раджабяна та кількох інших ув'язнених. Нарешті, Комітет ООН з прав людини одноголосно ухвалив резолюцію проти уряду Ірану за грубе порушення прав людини як реакцію на колективне голодування Мегді Раджабяна та семи інших політичних та ідеологічних в'язнів в'язниці Евін . Після цього Сенат США продовжив санкції, введені проти Ірану за порушення прав людини ще на десять років. Громадяни європейських країн ініціювали кампанію підтримки та посиділи перед посольствами Ірану в різних країнах, показуючи його фотографії.

## Вирок суду
Справу Мегді Раджабяна розслідував влітку 2015 року у відділенні 28 Революційного суду суддя Мугісе, і нарешті йому було пред'явлено звинувачення у несанкціонованій художній діяльності та образі релігійних святинь та реклами проти режиму, засуджено до шестирічного ув'язнення та штрафу. Цей вирок було оскаржено до трьох років позбавлення волі у відділенні 54 Ісламського революційного суду та трьох років умовного покарання.

## Протест Мегді Раджабяна
У День свободи музики «Вільна муза» (міжнародна організація, що виступає за свободу вираження поглядів у сфері музики) та вебсайт Дня свободи музики підтримали рух протесту Мегді Раджабяна. Він протестував і оголосив на своїй сторінці в Instagram, що його єдиним майном є його «Сетар», який має бути проданий для сплати штрафу як частини вироку. Фея Муза та вебсайт Дня Свободи Музики присвятили багато сторінок підтримці протестного руху цього іранського художника. Фонд Muse Freeman підтримав продаж інструменту Мегді Раджабяна.
Його сетар був куплений Йоханом Вермінненом, бельгійським музикантом, на церемонії, що відбулася з цією метою, і його похвалили як хороброго художника. Більше того, маестро Хоссейн Алізаде, іранський сетар і тарліст, підтримав один із музичних інструментів Мегді у своїй колекції.

## Мультфільм «За свободу»
Мультфільм "Кампанія за свободу ", французька організація «United Sketches» розпочала кампанію за свободу Мегді Раджабяна, художника та музиканта, засудженого до трьох років ув'язнення за свою художню діяльність. У цій кампанії United Sketches запрошує всіх карикатуристів по всьому світу намалювати кожен мультфільм на підтримку Мегді Раджабяна та зобразити свій час у в'язниці Евін . Незважаючи на те, що ця кампанія розпочалася лише місяць тому, багато художників створили та видали мультфільми на підтримку затриманого музиканта Мегді Раджабяна. Деякі відомі та видатні художники та мультфільми приєдналися до цієї кампанії, щоб підтримати Мегді. Одну з карикатур, яка стала хітом мережі, створив Віктор Богорад 70-річний карикатурист з Росії. Пан Богорад-один з найвідоміших та першопрохідців серед карикатуристів.

## Нагороди та відзнаки
Нагорода Вибору Всесвітньої мережі журналістських розслідувань як художник Rebellion у світі 2017.